# لئو (بازیکن فوتبال، زاده ۱۹۷۵)
لئوناردو لئورنزو باستوس (به پرتغالی: Leonardo Lourenço Bastos) مدافع اهل برزیل است که در شهر Campos dos Goytacazes و در تاریخ ۶ ژوئیهٔ ۱۹۷۵ به دنیا آمده‌است.
لئوناردو لئورنزو باستوس در تیم‌های فوتبال Americano سابقهٔ حضور دارد.